# Euro
Euro (symbol €, ISO 4217 kód: EUR) je oficiální měna 20 z 27 zemí Evropské unie. Území těchto zemí se nazývá eurozóna, euro však také používá šest zemí mimo unii. Po americkém dolaru (USD) je druhý nejdůležitější reprezentant na světovém měnovém trhu. Měnová politika eurozóny je prováděna Evropskou centrální bankou ve Frankfurtu nad Mohanem. Podmínkou unijních zemí pro přijetí eura a vstup do eurozóny, tedy do třetího stádia Evropské hospodářské a měnové unie, je splnění maastrichtských kritérií. Česká republika se k přijetí evropské měny zavázala před vstupem do Evropské unie (2004), (termín) zavedení eura v Česku však zůstává spornou ekonomicko-politickou otázkou.

## Předcházející měnová integrace v Evropě
Za nejvýznamnější předcházející příklad vytvoření evropské měnové unie bývá považována Latinská měnová unie, kterou v roce 1865 vytvořilo Belgické království spolu s Druhým Francouzským císařstvím, Italským královstvím a Švýcarskem; v roce 1868 se přidalo Řecké království. Do Latinské měnové unie se nepřímo zapojily i Španělské království, Rumunské království, Srbské království, Bulharské knížectví, Venezuela a San Marino atd. Unie spočívala ve stanovení obsahu stříbra v jedné minci každé členské národní měny na 4,5 gramu, případně obsahu zlata v jedné minci každé členské národní měny na 0,290322 gramu, součástí dohody byla zároveň i vzájemná volná směnitelnost všech členských měn v poměru 1:1. Latinská měnová unie byla rozpuštěna roku 1927.
Na přelomu 19. a 20. století existovala i Skandinávská měnová unie, která sdružovala Norsko, Švédsko a Dánsko.

## Historie eura

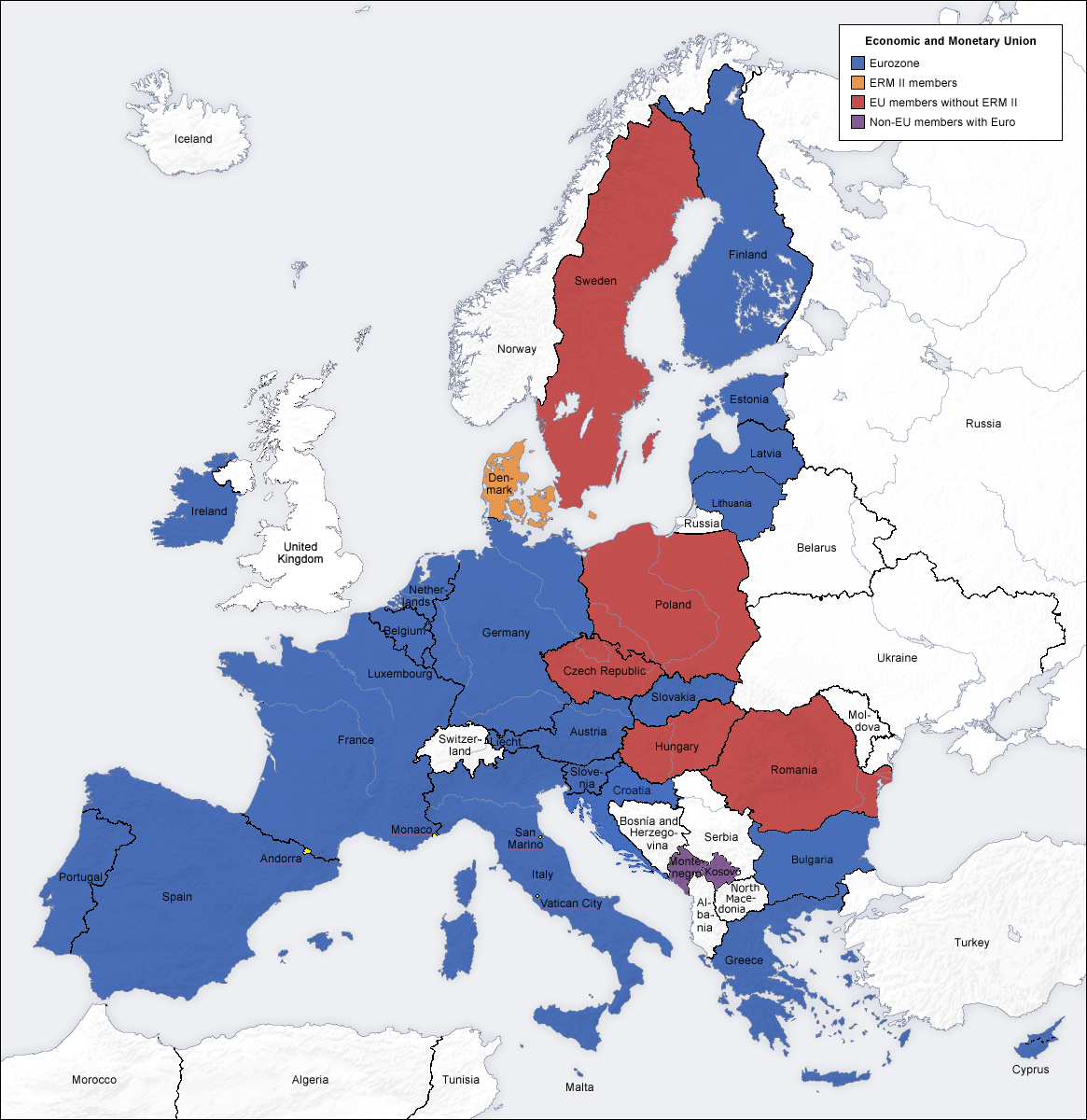
Členské země EU a další země používající euro
členské státy eurozóny
země EU zapojené do ERM II
země EU mimo ERM II
státy mimo EU používající euro

Euro začalo v devizové (virtuální) podobě platit 1. ledna 1999, přičemž ve valutové podobě bylo zavedeno do oběhu 1. ledna 2002 a tak nahradilo dříve platné měny používané ve státech eurozóny.
Euro navázalo na košovou Evropskou měnovou jednotku (ECU) v symbolickém kurzu 1 EUR = 1 ECU. Výchozí externí hodnota eura vůči americkému dolaru činila 1 EUR = 1,1789 USD a vycházela z propočtu kurzu USD/ECU v poslední obchodní den před vznikem eura (31. prosince 1998).

### Porovnání s USD
Euro svého historicky nejsilnějšího kurzu, který představoval 1,5990 amerického dolaru za euro, dosáhlo na devizovém trhu 15. července 2008, svůj největší propad pak zaznamenalo 26. října 2000 při kurzu 0,8252 USD za euro. V roce 2015 se kurz eura pohybuje kolem hodnoty 1,1 USD za euro.
Při zavádění eura v roce 1999 se očekávalo, že se postupně zvýší podíl eura na světových devizových rezervách a euro se stane světovou rezervní měnou rovnocennou americkému dolaru. Tato předpověď se však nenaplnila. Od zavedení eura v roce 1999 až do roku 2009 se sice podíl eura na světových devizových rezervách zvýšil ze 17,9 % na 27,6 %, od roku 2010 ale podíl eura na světových devizových rezervách klesá a ve druhém čtvrtletí 2015 dosahoval pouze 20,5 %. Pro porovnání, americký dolar v roce 1999 tvořil 71 % devizových rezerv centrálních bank, v roce 2009 to bylo 62,1 % a ve druhém čtvrtletí 2015 63,8 %.

## Euromince a eurobankovky
Jedno euro se člení na 100 centů (eurocentů). Euromince mají nominální hodnoty 1 c, 2 c, 5 c, 10 c, 20 c, 50 c, 1 € a 2 €. Ve Finsku a Nizozemsku se jednocentové a dvoucentové mince běžně nepoužívají, razí se pouze pro sběratele.
Euromince jednotlivých nominálních hodnot mají shodnou lícovou stranu, na které je zobrazena mapa Evropy, a odlišnou národní rubovou stranu pro každý členský stát eurozóny (podobný systém stejné lícové strany a různých rubových stran mincí používá kapverdské escudo a CFP frank). Všechny euromince mohou být používány ve všech členských zemích eurozóny. Eurobankovky mají nominální hodnoty 5 €, 10 €, 20 €, 50 €, 100 € a 200 €        (500 € bankovky nejsou v oběhu od 27. dubna 2019, kvůli častým padělkům). Bankovky jednotlivých nominálních hodnot mají design na lícové i rubové straně shodný pro všechny členské státy eurozóny.

## Členské státy eurozóny
| Zúčastněný stát | Přepočítací koeficienty bývalých národních měn členů eurozóny k euru | Přepočítací koeficienty bývalých národních měn členů eurozóny k euru | Přepočítací koeficienty bývalých národních měn členů eurozóny k euru | Přepočítací koeficienty bývalých národních měn členů eurozóny k euru | Přepočítací koeficienty bývalých národních měn členů eurozóny k euru |
| Zúčastněný stát | Bývalá měna                                                          | Kód                                                                  | Přepočítací koeficient k euru                                        | Koeficient stanoven dne                                              | Vstup do eurozóny                                                    |
| --------------- | -------------------------------------------------------------------- | -------------------------------------------------------------------- | -------------------------------------------------------------------- | -------------------------------------------------------------------- | -------------------------------------------------------------------- |
| Belgie          | Belgický frank                                                       | BEF                                                                  | 40,3399                                                              | 31. 12. 1998                                                         | 1. 1999                                                              |
| Finsko          | Finská marka                                                         | FIM                                                                  | 5,94573                                                              | 31. 12. 1998                                                         | 1. 1999                                                              |
| Francie         | Francouzský frank                                                    | FRF                                                                  | 6,55957                                                              | 31. 12. 1998                                                         | 1. 1999                                                              |
| Irsko           | Irská libra                                                          | IEP                                                                  | 0,787564                                                             | 31. 12. 1998                                                         | 1. 1999                                                              |
| Itálie          | Italská lira                                                         | ITL                                                                  | 1936,27                                                              | 31. 12. 1998                                                         | 1. 1999                                                              |
| Lucembursko     | Lucemburský frank                                                    | LUF                                                                  | 40,3399                                                              | 31. 12. 1998                                                         | 1. 1999                                                              |
| Německo         | Německá marka                                                        | DEM                                                                  | 1,95583                                                              | 31. 12. 1998                                                         | 1. 1999                                                              |
| Nizozemsko      | Nizozemský gulden                                                    | NLG                                                                  | 2,20371                                                              | 31. 12. 1998                                                         | 1. 1999                                                              |
| Portugalsko     | Portugalské escudo                                                   | PTE                                                                  | 200,482                                                              | 31. 12. 1998                                                         | 1. 1999                                                              |
| Rakousko        | Rakouský šilink                                                      | ATS                                                                  | 13,7603                                                              | 31. 12. 1998                                                         | 1. 1999                                                              |
| Španělsko       | Španělská peseta                                                     | ESP                                                                  | 166,386                                                              | 31. 12. 1998                                                         | 1. 1999                                                              |
| Řecko           | Řecká drachma                                                        | GRD                                                                  | 340,750                                                              | 19. 6. 2000                                                          | 1. 2001                                                              |
| Slovinsko       | Slovinský tolar                                                      | SIT                                                                  | 239,640                                                              | 11. 7. 2006                                                          | 1. 2007                                                              |
| Kypr            | Kyperská libra                                                       | CYP                                                                  | 0,585274                                                             | 10. 7. 2007                                                          | 1. 2008                                                              |
| Malta           | Maltská lira                                                         | MTL                                                                  | 0,429300                                                             | 10. 7. 2007                                                          | 1. 2008                                                              |
| Slovensko       | Slovenská koruna                                                     | SKK                                                                  | 30,1260                                                              | 8. 7. 2008                                                           | 1. 2009                                                              |
| Estonsko        | Estonská koruna                                                      | EEK                                                                  | 15,64664                                                             | 13. 7. 2010                                                          | 1. 2011                                                              |
| Lotyšsko        | Lotyšský lat                                                         | LVL                                                                  | 0,702804                                                             | 9. 7. 2013                                                           | 1. 2014                                                              |
| Litva           | Litevský litas                                                       | LTL                                                                  | 3,45280                                                              | 23. 7. 2014                                                          | 1. 2015                                                              |
| Chorvatsko      | Chorvatská kuna                                                      | HRK                                                                  | 7,5345                                                               | 12. 7. 2022                                                          | 1. 2023                                                              |

Kromě eurozóny na evropském kontinentu, na asijském Kypru a středomořské Maltě je euro oficiální platidlo v tzv. „nejvzdálenějších regionech EU“ (k datu 1. ledna 2014 Francouzská Guyana, Guadeloupe, Martinik, Réunion, Mayotte, Svatý Martin, Azory, Madeira a Kanárské ostrovy). V těchto oblastech žije přibližně 4 500 000 lidí.

## Státy a území mimo eurozónu používající euro
Kromě výše zmíněných členských států eurozóny používají euro i další země a území, aniž by byly členy eurozóny. Některé z těchto zemí mají o používání eura uzavřeny dohody s Evropskou unií, jiné zavedly euro jednostranně bez dohody s EU.
Monako, San Marino, Vatikán a Andorra používají euro na základě dohod s Evropskou unií. Euro jako svou měnu zavedly s ohledem na existenci měnové unie s Francií (v případě Monaka), respektive s Itálií (v případě San Marina a Vatikánu) či přímo s EU (Andorra). V Monaku euro nahradilo dříve obíhající francouzský frank a monacký frank, v San Marinu italskou liru a sanmarinskou liru a ve Vatikánu italskou liru a vatikánskou liru. V Andoře euro nahradilo francouzský frank a španělskou pesetu. Monako, Vatikán a San Marino emitují své vlastní euromince již od roku 2002. Andorra získala právo razit andorrské euromince od 1. července 2013, první mince se však k obyvatelům Andorry dostaly v prosinci 2014.
Dohody s EU o používání eura mají uzavřeny rovněž francouzská zámořská společenství Saint Pierre a Miquelon a Saint-Barthelémy. Tato území sice nejsou součástí Evropské unie, a tedy ani eurozóny, ale na základě dohod s EU používají euro jako svou měnu. Nemají však povoleno vydávat euromince se svou vlastní rubovou stranou.
Jednostranně bez dohody s EU euro zavedla Černá Hora a Kosovo, kde euro nahradilo německou marku. Po zavedení eura na Kypru používají tuto měnu i britské suverénní vojenské základny Akrotiri a Dekelia.
Bez formální dohody s EU se euro jako měna de iure používá rovněž ve dvou neobydlených francouzských zámořských územích (Francouzská jižní a antarktická území a Clippertonův ostrov). Zimbabwe od ledna 2009 omezilo užívání domácí měny a oficiálně místo ní povolilo užívání hlavních zahraničních měn včetně eura.

## Maastrichtská kritéria

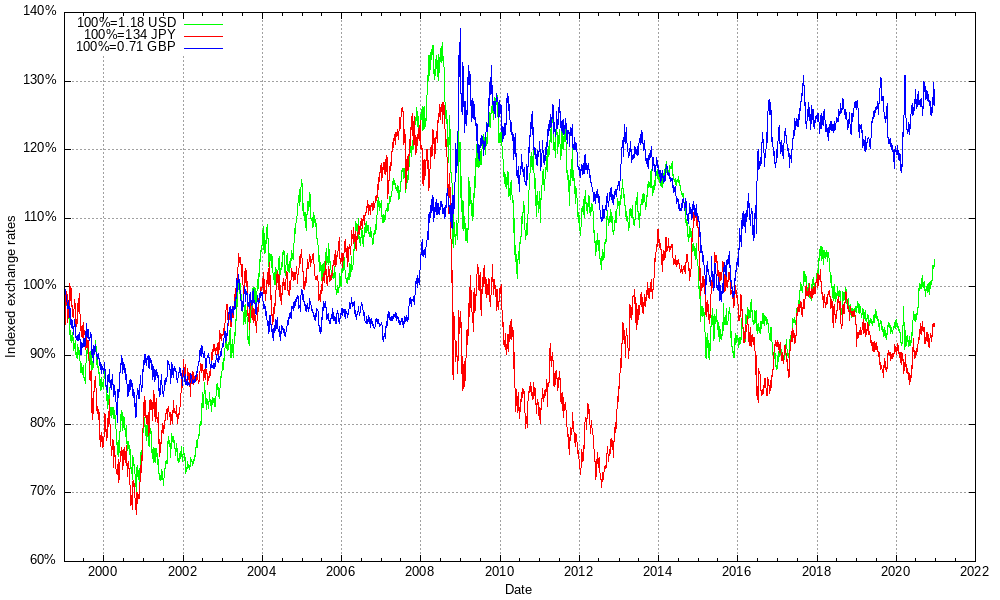
Vývoj kurzu amerického dolaru, japonského jenu a britské libry k euru od roku 1999

Maastrichtská konvergenční kritéria jsou souborem pěti ekonomických ukazatelů, které musí splnit stát usilující o zavedení jednotné evropské měny euro. Mezi kritéria patří:
- Kritérium cenové stability – členský stát musí vykazovat dlouhodobě udržitelnou cenovou stabilitu a průměrnou míru inflace, sledovanou během jednoho roku před šetřením, která nepřekračuje o více než 1,5 procentního bodu míru inflace tří států Unie, které dosáhly nejlepších výsledků v oblasti cenové stability.
- Kritérium dlouhodobých úrokových sazeb – v průběhu jednoho roku před šetřením průměrná dlouhodobá nominální úroková sazba členského státu nesmí přesahovat o více než 2 procentní body úrokovou sazbu tří států Unie, které dosáhly nejlepších výsledků v oblasti cenové stability.
- Kritérium deficitu veřejných rozpočtů – poměr plánovaného nebo skutečného schodku veřejných financí k hrubému domácímu produktu v tržních cenách nepřekročí 3 %.
- Kritérium hrubého veřejného dluhu – poměr hrubého veřejného dluhu k hrubému domácímu produktu v tržních cenách nepřekročí 60 %, s výjimkou případů, kdy se poměr dostatečně rychle snižuje a blíží se uspokojivým tempem referenční 60% hodnotě.
- Kritérium stability měnového kurzu – členský stát dodržuje normální kurzová rozpětí, která jsou stanovena mechanizmem směnných kurzů II (ERM II) Evropského měnového systému, a to minimálně v průběhu dvou posledních let před šetřením. Země zapojené do ERM II musí kurzy svých měn udržovat v povoleném fluktuačním pásmu ± 15 % od stanoveného středního kurzu (centrální parity) k euru, Dánsko musí dodržovat užší fluktuační pásmo ± 2,25 %. Zároveň nesmí dojít k devalvaci centrální parity.

## Měny navázané na euro
K lednu 2023 používala měny navázané na euro řada zemí a území: 2 členské státy EU zapojené do ERM II, 1 západobalkánský stát, 3 francouzská zámořská území, 3 malé ostrovní státy v Africe a 14 států střední a západní Afriky.
- Měny Dánska a Bulharska – koruna a lev – jsou zapojeny do mechanismu směnných kurzů II (ERM II).
- Bosna a Hercegovina má svoji měnu (bosenská marka) navázanou na euro v pevném poměru 1 EUR = 1,95583 BAM.
- Francouzská Polynésie, Nová Kaledonie a Wallis a Futuna jsou francouzská zámořská území, která používají CFP frank. Ten byl stejně jako CFA frank dříve v pevném kurzu navázán na francouzský frank. Od 1. ledna 1999 je CFP frank pevně navázán na euro.
- Kapverdy, Komory a Svatý Tomáš a Princův ostrov mají své měny – escudo, frank a dobra – pevně navázány na euro od 1. ledna 1999, respektive 1. ledna 2010 (Svatý Tomáš).
- 14 zemí střední a západní Afriky (Čad, Benin, Burkina Faso, Gabon, Guinea-Bissau, Kamerun, Kongo, Mali, Niger, Pobřeží slonoviny, Rovníková Guinea, Senegal, Středoafrická republika a Togo) používá CFA frank, který byl dříve navázán v pevném poměru na francouzský frank. Od 1. ledna 1999 je CFA frank pevně navázán na euro.

## Jazykové otázky

Oficiální geometrické parametry znaku eura

Podle evropských předpisů[zdroj?] se v nominativu jednotného čísla ve všech úředních nebo státních jazycích zemí EU užívá tvar euro. V ostatních případech používání názvu euro plně podléhá pravidlům úředních nebo státních jazyků členských států EU.

### Psaná podoba eura
V rámci celé Evropské unie se používají tři různá písma – latinka, cyrilice a řecké písmo. Název společné měny států eurozóny v jednotlivých písmech má následující podobu.
| EURO | CENT | ΕΥΡΩ | ΛΕΠΤΌ/ΣΕΝΤ | ЕВРО | ЦЕНТ |
| Euro | Cent | Ευρώ | Λεπτό/Σεντ | Евро | Цент |
| euro | cent | ευρώ | λεπτό/σεντ | евро | цент |

### Euro v českém jazyce
Z kodifikovaných pravidel českého jazyka plyne, že euro je slovo ohebné, středního rodu, skloňované standardně podle vzoru město. Cent (eurocent) je slovo ohebné, mužského rodu a skloňuje se podle vzoru hrad. Psaná podoba názvu měny euro se odlišuje od psané podoby názvu kontinentu Evropa; kromě toho se předpona euro- standardně používá pro záležitosti spojené s EU (Evropskou unií).
Výslovnost psaných slov euro a cent v češtině je /eu.ro/ a /cent/.
Pro používání slova euro platí následující skutečnosti.
V češtině jsou správná tato užití názvu/zkratky/symbolu euro po číslovkách:
- 1 euro / 1 EUR / 1 € / 1 Eur – obdoba výrazu 1 koruna / 1 CZK / – / 1 Kč
- 2 (3, 4) eura / 2 EUR / 2 € / 2 Eur – obdoba výrazu 2 (3, 4) koruny / 2 CZK / – / 2 Kč
- 5 (6, 7...) eur / 5 EUR / 5 € / 5 Eur – obdoba výrazu 5 (6, 7...) korun / 5 CZK / – / 5 Kč

Slovo euro (po číslovkách nebo samostatně) se skloňuje takto:
- jednotné číslo: euro (N) – eura (G) – euru (D) – euro (A) – euru (L) – eurem (I)
- množné číslo: eura (N) – eur (G) – eurům (D) – eura (A) – eurech (L) – eury (I)

Vysloveně nesprávné jsou kupříkladu tvary:
- 1 Euro, 2 Euro, 5 Euro (slovo euro se píše s malým e a skloňuje se)

Kromě toho je nutné poznamenat, že:
- zkratka Eur je podle některých názorů ekvivalentem zkratky Kč (stejně jako EUR je ekvivalentem zkratky CZK), tato zkratka však není žádným předpisem oficiálně zavedená (slovo euro je už dost krátké), a není tedy jako zkratka měny právně závazná (na rozdíl od zkratky Kč, která jako zkratka měny česká koruna právně závazná je)
- znak € se v češtině podle zvyklostí – jako analogie umístění zkratek typu EUR nebo znaků typu $ – umísťuje za číslovku (nikoli před číslovku jako např. v angličtině), avšak tato záležitost není závazně předepsaná – je možné symbol psát i před částku[8]

## Jiné snahy o „kontinentální měnu“
- Přibližně od roku 1999 začaly hovory o potenciální společné měnové unii mezi USA, Kanadou a Mexikem s perspektivou rozšíření na všechny státy Severní Ameriky. Tato instituce by měla nést jméno Severoamerická unie a její měna byla nazvána Amero (symbol: 1 ).
- Společná měna Africké unie, založené roku 2001, je jedním z jejích cílů (i když ne tolik prioritním jako ostatní). Realita společné africké měny je zatím neurčitá. Jeden z návrhů na její jméno je Afro nebo Sheba. V současné době vznikají snahy o regionální měnové unie částí afrického kontinentu. Kromě již existující měnové unie mezi 14 zeměmi střední a západní Afriky používajících CFA frank mají vzniknout dvě další regionální měnové unie. Na východě Afriky má být zaveden východoafrický šilink, na západě kontinentu měna eco.
- V Asii existuje Eurasijská daňová unie a v jejím rámci i plán společné měny Altynu. Existují také plány na zavedení společné měny mezi některými státy Rady pro spolupráci arabských států v Zálivu.
- Latinskoamerická organizace Bolívarovský svaz pro lid naší Ameriky zamýšlela a částečně i v praxi prováděla obchod mezi svými členy virtuální měnovou jednotku sucre.

## Kritika
Objevují se hlasy proti přijetí eura z důvodu placení dluhů Řecka a dalších států především na jihu Evropy. Například Slovensko, které již přijalo euro, souhlasilo v roce 2012, že do Evropského stabilizačního mechanismu (Euroval) přispěje celkem 660 miliony eur (okolo 16,7 miliardy Kč).
Podle studie Centra pro evropskou politiku ve Freiburgu v prvních 20 letech z eura těžilo především Německo, ale většina států, včetně Francie a Itálie, na něm tratí, zejména kvůli mezinárodní konkurenci. Podle amerického finančníka Miltona Ezratiho euro nepřináší výhodou všem zúčastněným státům, ale pro slabší ekonomiky je nevýhodné. Důsledkem je spíše divergence.